# Ophodni brodovi klase Diana
Klasa Diana, također poznata kao Minor Standard Craft Mk II, šest je ophodnih brodova u službi Kraljevske danske mornarice. Izgradio ih je Faaborg Værft A/S. Brodovi su istisnine 280 tona i imaju najveću brzinu od 18 čvorova (33 km/h). Klasa je trebala zamijeniti zastarjelu klasu ophodnih brodova Barsø. Vodeći brod klase, HDMS Diana u službi je od 2007. godine. Brodovi klase Diana prvotno su bili zaduženi za zaštitu ribarshih zona, ophodnju, potragu i spašavanje, a sada su zaduženi za međunarodne i borbene operacije.

## Dizajn i opis
Brodovi klase Diana izrađeni su od stakloplastike. Dugi su 43 metra, širine su 8,2 m  i imaju gaz od 2 m. Pokreću ih dva dizelska motora MTU 16V396 TB94 koji okreću dvije osovine s propelerima s kontroliranim korakom i stvaraju 2100 kilovata (2816 KS) snage. To ophodnim brodovima daje maksimalnu brzinu od 18 čvorova (33 km/h; 21 mph). Brodovi imaju dvije strojnice od 12,7 milimetara (0,50 in) i imaju posadu od 9 članova, sa smještajem za ukupno 15. Svaki ophodni brod klase Diana ima prostor za kontejner StanFlex, što omogućuje brzu rekonfiguraciju misije.

## Brodovi
| Brod     | Broj trupa | Položen             | Porinut             | U službi od    | Status  |
| -------- | ---------- | ------------------- | ------------------- | -------------- | ------- |
| Diana    | P520       | 27. listopada 2005. | 27. ožujka 2006.    | prosinca 2007. | Aktivan |
| Freja    | P521       | 21. listopada 2005. | 29. kolovoza 2006.  | rujna 2007.    | Aktivan |
| Havfruen | P522       | 15. lipnja 2006.    | 29. studenog 2006.  | svibnja 2008.  | Aktivan |
| Najaden  | P523       | 7. rujna 2006.      | 27. ožujka 2007.    | prosinca 2008. | Aktivan |
| Nymfen   | P524       | 6. prosinca 2006.   | 30. srpnja 2007.    | svibnja 2009.  | Aktivan |
| Rota     | P525       | 9. ožujka 2007.     | 19. listopada 2007. | prosinca 2009. | Aktivan |